# Buffy, a vámpírok réme (televíziós sorozat)
A Buffy, a vámpírok réme (eredeti cím: Buffy the Vampire Slayer) amerikai filmsorozat, amelyet 1997-ben mutattak be rövidebb első évaddal és 2003-ban fejeződött be. A sorozat szellemi atyja Joss Whedon, aki a Mutant Enemy produkciós cégen keresztül igazi kultuszt teremtett a sorozat körül. Az 5. szezon évadzáró történetvezetése által a sorozat 2001-ben kereken 100 résszel befejeződhetett volna, ám mégis további folytatásokra került sor a "lehetetlenből". Az 5. évad keserédes kerek végkifejletét csavaros megoldással tarkították tovább, s ezt megspékelve a sorozat eddigi vegyes hangulatvilágát leváltotta egy sötétebb-komorabb-erőszakosabb tónus.
A sorozat részeinek első, amerikai sugárzása idején 4-6 millió nézője akadt, és a „Minden idők 50 legjobb tévé-showja” listán (amit a legnépszerűbb amerikai televíziós műsorújság készített) a 41-ik helyre került. Ezért a kezdeti Buffy, a vámpírok réme sorozat mellé Joss Whedon elindított egy spin-offot is, az Angelt, amely a Buffy, a vámpírok réme egyik férfi (vámpír) szereplőjének karaktere köré összpontosul (körülbelül úgy, ahogy a Herkules című sorozatból kinőtte magát Xena, a harcos hercegnő).
Magyarországon először a TV3 mutatta be 1999. január 30-án.

## A történet
A sorozat alapötletét egy 1992-ben forgatott, a sorozattal azonos címet viselő mozifilm adta, amelynek főszerepét Kristy Swanson alakította. A történet egy lányról szólt, aki egy misztikus hatalom birtokába kerül: ő lesz a Vadász, akinek feladata megvédeni az emberiséget a vámpíroktól és más démonoktól. Joss Whedon ennek a történetnek a felhasználásával elkészített egy 25 perces pilot részt, amelyre a Warner Brothers megbízást adott – így készült el a Buffy, a vámpírok réme első, tizenkét epizódból álló sorozata, amelyet hat másik, huszonkét epizódból álló évad követett.
A főhős Buffy Summers-t alakító színésznő szerepére a már gyerekkorától forgató, és az USA-ban egy nagyon népszerű családi sorozatban (All my children) híressé vált és Emmy-díjat nyert Sarah Michelle Gellar-t választották. Mivel a történet szereplői többségében középiskolás, később főiskolás diákok, a sorozat ugródeszka volt több feltörekvő fiatal színész számára is, mint Alyson Hannigan (az Amerikai Pite Michelle-je), Amber Benson (pincérnő a Latter Days (Az utolsó napok) című homoszexuálisokról szóló filmben), Seth Green (az X-akták, a CSI: A helyszínelők, a Vészhelyzet, és más sorozatok epizodistája), vagy Eliza Dushku (a Hajrá, csajok! egyik pomponlánya).
A történetet az eredeti Buffy-filmhez képest némileg átalakították, értelemszerűbbé tették. A legenda szerint minden generációban születik egy Vadász, aki minden esetben lány – és általában nem éri meg azt, hogy családot alapítson és békésen megöregedjen. A Vadász állandó küzdelmet folytat a sötétség erőivel, erre ösztönös késztetés hajtja – ahogy a démonokat, vámpírokat, és más túlvilági lényeket is mozgatja, hogy végezzenek a vadásszal.
Buffy Summers egy átlagos, szőke amerikai gimnazistalány – a szülei elváltak, az édesanyjával – aki egy galériát vezet – egy kaliforniai kisvárosba, Sunnydale-be költöznek. A Sunnydale gimnázium akkori könyvtárosa közli Buffy-val, hogy a legenda szerint ő az új „kiválasztott”, a következő Vadász (Slayer). Buffy mindezt nem veszi komolyan, amíg vámpírok meg nem támadják, ő pedig felfedezi, hogy természetfeletti ereje, gyorsasága és ügyessége révén könnyedén végez velük, minden félelem nélkül.
A könyvtáros, Rupert Giles lesz Buffy Figyelője (watcher), aki tudása és a démonok, varázstárgyak, átkok fölötti ismerete lévén segíti Buffy küzdelmeit. Buffy két osztálytársa, a félénk Willow (Alyson Hannigan) és a csetlő-botló Xander (Nicholas Brendon) is csatlakoznak a vámpírvadász-kommandóhoz, legtöbbször több bajt okozva, mint amennyit segítenek.
|  | Alább a cselekmény részletei következnek! |

### Első évad
Az első tizenkét epizódból megismerjük Buffyt, aki ekkor kezdi el csak próbálgatni a Vadász-létet. Találkozunk Giles-szal, aki igazi angol úriember, illetve megismerjük Buffy legjobb barátait: Xander-t és Willow-t, valamint a suli ügyeletes nyafkáját, Cordeliát (Charisma Carpenter)is. Fölbukkan továbbá egy titokzatos férfi, Angel (David Boreanaz), akiről kiderül: vámpír, ám a jó oldalon harcol. Valaha gonosz sorozatgyilkos volt, Angelus néven ismerték, de egy cigány átok révén „visszakapta a lelkét” (emberi lelkiismeretét), és Buffy mellé áll. Buffy idővel komoly érzelmeket kezd táplálni iránta, de szerelmük nem teljesedhet be, mivel ha Angel egy pillanatra is igazi boldogságot érez, az átok megtörik, és újból szörnyeteggé változik.
Az első szezon főellensége „A Mester”, egy ősöreg vámpír, aki az utolsó epizódban megmarja Buffyt, majd kis híján vízbe is fojtja. Mivel Buffy légzése egy időre leáll és „meghal”, valahol a világban születik egy újabb vadász – így már ketten vannak.

### Második évad
A második szezonban új vámpírok érkeznek a városba: Spike (James Marsters) és Drusilla (Juliet Landau). Mint kiderül, Drusilla Angel halandóként megkínzott és erőszakkal vámpírrá tett „gyermeke”, Spike pedig Drusilláé – amikor Angelnek a cigányok még nem adták vissza a lelkét, hárman együtt portyáztak és gyilkoltak szerte Európában. Spike és Dru vissza akarják csábítani maguk közé a „megjavult” Angel-t, aki azonban egyre szerelmesebb Buffyba, és elkötelezett a jó oldal mellett.
Buffy és Angel kapcsolata egy romantikus éjszakán komolyabbra fordul – Angel a Buffyval való szeretkezés közben megtöri az átkot, és újból gonosszá válik. Csatlakozik Spike-hoz és Drusillához, majd Buffy életére tör: „gyűlölöm, amiért majdnem embernek éreztem magam mellette”. Angel lesz a második sorozat főellensége, akit Buffy végül is a féltékeny Spike segítségével egy démoni dimenzióba taszít. Buffy édesanyja rájön a lánya titkos „vadász-mivoltjára”, és ultimátumot ad neki: vagy felhagy a vadászattal, vagy költözzön el. A sorozat végén a magányos Buffy elhagyja Sunnydale-t, és pincérnőnek áll Los Angelesben.

### Harmadik évad
A harmadik szezonban találkozunk először Faith-szel (Eliza Dushku). Mivel Buffy első szezonban meghalt, Kendra is Vadász lett. Csakhogy Kendrát Drusilla megöli, ezért küldik Faith-t Sunnydale-be Vadászként. Ahogy mondani szokták: „két dudás nem fér meg egy csárdában”. Faith sokszor mellőzöttnek érzi magát Buffy mellett, mint második Vadász, ezért idővel átcsábul az erősebb, de rossz oldalra.
A harmadik szezon főgonosza Sunnydale polgármestere, aki eggyé akar válni egy pusztító démonnal – és mindezt a Sunnydale gimnázium ballagásának alkalmára időzíti. Bár az utolsó epizódok során végül sikerül legyőzni, a Sunnydale Gimnázium a föld színével lesz egyenlő, több diák meghal, így vámpír lesz például Harmony is (Mercedes McNab), aki Buffy idegesítő osztálytársnője is.
A harmadik szezonban történik még: Angel valahogy visszatér a démoni dimenzióból, és Willow egy varázslatának következtében újra van „lelke”. Ám a sorozat végén Los Angeles-be utazik, mivel Buffy jelenléte állandó kísértéssel tölti el.

### Negyedik évad
A negyedik szezonban Spike visszatér – oldalán a szőke és ostoba Harmony-val – Sunnydale-be, ám egy titkos katonai szervezet elkapja és erőszak-gyilkolás elleni chip-et ültetnek a fejébe. A chip fájdalomingert küld szét a testében, ha bármilyen ártó szándékkal fordul egy halandó emberhez. Így bár lelke nincs, de ártani nem képes az embereknek. Fölösleges agresszióját démonokon vezeti le, így lassacskán ő is Buffy csapatának része lesz. Bár az elején hamis beférkőzéssel még próbál keresztbe tenni és démonokkal szövetkezni ellenük. Ám a démonok rövidesen benne is ellenséget látnak. Ha élni akar vagy nem akarja megöletni magát, kénytelen rászorulni Buffy-ra.
Buffy és Willow főiskolára kezd járni, de a vadász-teendők miatt Buffy-nak nehezen megy a tanulás. Szerelmes lesz egy diáktársába, Riley-ba (Marc Blucas). Ám idővel kiderül, ő is a katonai szervezetnek a tagja. Neve: Iniciatíva. (Initiative.)  Willow találkozik a főiskolán belül egy másik igazi boszival, Tara nevű lánnyal. Oz átmenetileg szakít vele és későbbi nagy meglepetésként Tarával hasonló érzelmi szál kezd köztük kibontakozni, amit megbonyolít Oz visszatérése is... Kiderül továbbá az Iniciatíváról, hogy a katonákon illegális „átalakításokat” és gépi beültetéseket végeznek. A negyedik etap rendhagyó és nem teljesen természetfeletti főellenségévé Adam válik, egy démoni testrészekből előállított kegyetlenül gyilkoló robot. Őt az Iniciatívában Walsh professzor készítette rejtélyes célok iránt. Adam beüzemelés után azonnal kontrollálhatatlanná válik, Buffy-nak és a szervezetnek is rendkívül meggyűlik vele a baja, a szervezetet teljesen ellehetetleníti. Eközben Riley is a szervezet ellen fordul és ezzel bajba sodorja magát. Gép ellenére Buffy sem képes legyőzni Adam-et, amiért barátaival együtt magasabb ősi erő elnyeréséhez fordul és az egész sorozat alatt itt éri el csúcspontját. A kormány csalódásnak ítéli meg a szervezetet és eltörli. Későbbiekben az ősi erő kissé megpróbál Buffy ellen fordulni próbatételként.

### Ötödik évad
Az ötödik szezon egy meglepő fordulattal kezdődik: Buffy húgának bemutatásával, akiről a korábbi évadokban szó sem volt, most mégis mindenki természetesnek veszi a jelenlétét. Mint arra Buffy rájön, Dawn (Michelle Trachtenberg) nem a testvére, hanem egy misztikus energia halandó megtestesülése, akit a Vadászra bíztak az égiek, és a húgává változtatták (átírva ezzel mindenki memóriáját). Dawn maga a „Kulcs”, amely kinyithatja a pokol száját. Ezért egy gonosz istenség, Glorificus (Clare Kramer) próbálja kideríteni, hol lehet és milyen formában.
Buffy és Riley kapcsolatában problémák alakulnak, miközben Buffy anyja súlyosan beteggé válik. Riley rátalál egy vámpír-bordélyházra, először csapdába akarja csalni a vámpírokat, majd kapcsolati frusztrációja miatt a vámpírlányok megszállottjává válik. Spike hatására Buffy szembesül ezzel, nem tudják rendezni a helyzetet, és Riley-t elszakítja a sereg. Spike a Buffy-val történő közös harcok során egészen Buffy megszállottjává válik, amit később ő szerelemnek titulál. Buffy azonban kineveti és lenézi ezért, mert ezt csak Angel-től hiszi el. Mindeközben édesanyja agydaganattal kórházba kerül, majd a sikeres műtétet követően embóliában meghal. Buffy-nak számlákat kell fizetnie és kordában kell tartania a nevelhetetlen tinédzser Dawn-t.
Glory végül mégis megkaparintja a kislányt és annak feláldozásával készül megnyitni a pokol száját. Bár Dawn csak egy kis sebet kap, mégis megnyílik a kapu és démonok kezdenek ömleni a világba. Eddigi információk szerint a kapu záródását a Kulcs elpusztulása idézheti elő. Dawn ugrásra készül, ám Buffy - ráeszmélve valamire és az élet összes nagy csalódásával egyszerre - beleveti magát a ragyogó átjáróba. A halálával be is zárja azt. A teste a földre zuhan, barátai eltemetik, Spike teljesen kiborul.

### Hatodik évad
Willow Tarával (Amber Benson) egy bonyolult és kockázatos varázslatra készül: vissza akarja hozni Buffy-t a halálból. A varázslat sikerül, ám valami nincs rendben: Buffy-t hatalmas traumaként éri, hogy a tíz körmével kellett kikaparnia magát a föld alól, és úgy érzi, hogy miután a Mennyben járt, onnan a barátai kiszakították. Amit cserébe kap: számlák, munkanélküliség, Dawn nevelése, és a szétszéledő barátok.
Xander nősülni készül, ám az oltár előtt faképnél hagyja az exdémon Anyá-t (Emma Caulfield), Willow és Tara túlzott mágiahasználata miatt elhidegülnek egymástól, majd szakítanak. Buffy egy gyorsétteremben dolgozik, és egyre inkább úgy érzi, hogy Spike-on kívül nem ért meg senkit: agresszív és bizalmatlan szexuális viszonyt folytatnak titokban, amelynek idővel Buffy vet véget. Spike először meg akarja erőszakolni, majd miután rádöbben, mire készült, elhagyja Sunnydale-t és Afrikába megy, hogy egy varázslóval kiszedesse a chipet a fejéből. A varázsló azonban három próbatétel után visszaadja Spike lelkét.
A hatodik szezonban nincs főellenség. Joss Whedon azt akarta, hogy ez az évad a főhősök saját belső válságairól és az önmagukkal való küzdelemről szóljon. A főgonosznak titulált „Trió” a volt Sunnydale gimnáziumban a legügyetlenebb és legbénább fiúk voltak. Most is inkább nevetségesek, mintsem komoly ellenfelek volnának. Ám Warren Mears több bajt is sodor a főszereplők nyakára. Az évad közepén expárját befolyásolni akarja, véletlenül megöli őt, az esetet rákeni Buffy-ra. Majd az évadzáró előtt Warren bosszúból lelövi Buffy-t, eltévedt golyó Tarát öli meg, és ez súlyos eseményláncolatokat indít el. Willow teljesen kifordul önmagából, gonosz erővel és átalakult formában ámokfutásba kezd, Warren tettét brutálisan megtorolja, Willow válik az évadzáró ellenségévé, végül még csaknem elpusztítja a világot. Még Giles is kénytelen lefegyverezni ezért, de végül legnagyobb meglepetésre Xander menti meg. Mindezzel a 6. szezon és az évadzáró is rendhagyóvá vált a sorozatban. Illetve a 6. évad sokkal sötétebb és kegyetlenebb tartalmú a sorozatban.

### Hetedik évad
A sorozat nagy fináléjában maga a Gonosz lesz az ellenfél, akivel meg kell küzdeni – az Első, vagyis az első gonosz. Ennek a lénynek nincs alakja, de bárki halott képét felveheti. Ezzel befolyásolja a háttérben a szereplőket.
Az Első célja az, hogy megölje azokat a lányokat (Jelöltek), akik potenciális Vadászok – csak éppen még nem került rájuk a sor, hogy kiválasszák őket. Buffy összegyűjti ezeket a lányokat, és elkezdi felkészíteni őket a végső harcra. A lányok között van Kennedy (Iyari Limon), aki igazi vezető személyiség, és aki úgy tűnik, pótolja Tara hiányát Willow oldalán.
Csatlakozik az Első elleni harchoz az újjáépült Sunnydale Gimnázium új igazgatója, Robin Wood (D.B. Woodside), aki kérlelhetetlen gyűlölettel viseltetik Spike iránt. (Később kiderül, hogy az akkor még „gonosz” Spike ölte meg 1972-ben az akkori Vadászt, Wood anyját.) Spike-ot látomások gyötrik, és a chip felmondja a működést a fejében: lelkiismeret-furdalástól kísérve, de önkívületi állapotában újra gyilkolni kezd. Visszatér Sunnydale-be az azóta ugyancsak jó útra tért Faith is, aki az igazgatóval kerül közelebbi kapcsolatba. Bár Angel az utolsó részben visszatér, Buffy mégis Spike-nak vall benne szerelmet.
Az érzelmi túlfűtöttség mellett a leendő vadászok és a régi harcostársak megküzdnek az Elsővel – akit végül „egy hős” (Spike) segítségével és feláldozásával legyőznek. A harcban életét veszti Anya is, és Sunnydale a föld alá süllyed. A záró képben Buffy és sebesült barátai nézik a kráter szélén az egykori városka helyét.
|  | Itt a vége a cselekmény részletezésének! |

## Szereplők
| Szerep                                    | Színész               | Magyar hang                                       |
| ----------------------------------------- | --------------------- | ------------------------------------------------- |
| Buffy Anne Summers                        | Sarah Michelle Gellar | Nemes Takách Kata, Mezei Kitty                    |
| Alexander 'Xander' Harris                 | Nicholas Brendon      | Minárovits Péter, Kaszás Gergő, Bartucz Attila    |
| Willow Rosenberg                          | Alyson Hannigan       | Szénási Kata, Vadász Bea                          |
| Cordelia Chase                            | Charisma Carpenter    | Ábel Anita, Závodszky Noémi, Dögei Éva            |
| Rupert Giles                              | Anthony Head          | Laklóth Aladár, Fazekas István, Haás Vander Péter |
| Joyce Summers                             | Kristine Sutherland   | Bessenyei Emma, Csere Ágnes                       |
| Angel/Angelus                             | David Boreanaz        | Lukácsi József, Welker Gábor, Seder Gábor         |
| Drusilla                                  | Juliet Landau         | Nemes Takách Kata                                 |
| Spike                                     | James Marsters        | Fesztbaum Béla, Moser Károly                      |
| Daniel 'Oz' Osbourne                      | Seth Green            | Molnár Levente, Előd Álmos                        |
| Jenny Calendar                            | Robia LaMorte         | Incze Ildikó, Makay Andrea                        |
| Wesley Wyndam-Pryce                       | Alexis Denisof        | Háda János                                        |
| Faith                                     | Eliza Dushku          | Böhm Anita                                        |
| Anya Christina Emmanuella Jerkins/Anyanka | Emma Caulfield        | Törtei Tünde                                      |
| Riley Finn                                | Marc Blucas           | Morassi László                                    |
| Dawn Summers                              | Michelle Trachtenberg | Mánya Zsófia                                      |
| Glory                                     | Clare Kramer          | Németh Kriszta                                    |
| Ben                                       | Charlie Weber         | Damu Roland                                       |
| Jonathan Levinson                         | Danny Strong          | Dányi Krisztián                                   |
| Andrew Wells                              | Tom Lenk              | Simonyi Balázs                                    |
| Warren Meers                              | Adam Busch            | Barát Attila György                               |
| Tara Maclay                               | Amber Benson          | Zsigmond Tamara                                   |
| Kennedy                                   | Iyari Limon           | Csondor Kata                                      |
| Robin Wood                                | D. B. Woodside        | Kárpáti Levente                                   |

## DVD megjelenések
| Borító | Évad | Epizódok | Megjelenés        |
| ------ | ---- | -------- | ----------------- |
|        | 1.   | 12       | 2008. január 28.  |
|        | 2.   | 22       | 2008. május 13.   |
|        | 3.   | 22       | 2008. október 26. |

## Magyarországi sugárzása
Magyarországon először a TV3 sugározta az 1. évadot, majd 2002-től teljesen lecserélt szinkronstábbal a Viasat 3 csatorna folytatta tovább két ritmusban.
A Viasat egyszerre kezdte sugározni a Roswell című sorozat ismétlésével és az X-akták 5. évadjával egy blokkban, 2002. február 5-én. Először csak a 2. évadot vetítette vasárnaponként reggeli premierrel és esti ismétléssel, illetve 2004-ig csak ezt ismételte.  A reggeli premier ellenére hasonló sorozatokkal együtt karöltve egy vasárnap esti blokkot "Rémségek éjszakája" névvel hirdetett meg. Zavaró módon a Viasat elölről induló epizódszámlálással közölte le a részeket. A 2002 novemberében létrehozott médiatörvény által ekkoriban 12+ korhatárba sorolta be a csatorna. 
A sorozat 2004. április 12-én hétköznap délutáni vetítéssel folytatódott a 3. szezontól a végéig, miközben ifjúsági sorozatok blokkjába került át. A TV-csatornánál zajló általános változások miatt a szinkronstúdiót újra lecserélték, de törekedés volt kevesebb változtatásra és így több hang megmaradt. A Viasat a 3. évadot a 23-44. rész között számozva közölte le, ám a 4. szezon esetében rejtélyes módon hirtelenül átállt az igazi számozásra és így - újabb meglehetősen zavaró tájékoztatással - az újságok szerint a 44 részt az 57. rész követte. (A Viasat-nál kimaradt 1. évad 12 részes volt.) 
2004. november 16-án került sor a sorozat fináléjára, másnapra ismétlés indult a 3. szezontól változatlan időpontban. Ám ez csak a 4. szezon 1. részéig tartott és tájékoztatás nélkül 1 éven át szünetelt a vetítés. Az elkezdett 4. szezon ellenére és az eddigi vetítésektől eltérően 2006. január 16-ától késő esti időpontokban 16-os korhatárral a 6. évadot ismételték - a VI/22. rész kihagyásával. Valószínűleg utólag felülvizsgálták a sorozat tartalmát, miközben a 6. évad a sorozaton belül – rendhagyó módon – valóban több szexualitást és több kegyetlenséget tartalmaz. Végül hétvégi reggelenként és délutánonként változóan saját cenzúrázott formában a vágott Szex és New York-kal együtt Light meghirdetéssel került adásba további ismétlés - először a VI/22. résztől a 7. szezonnal együtt végig, majd ezután faramuci megoldással az 58. résszel visszatérve a 4.-5. szezon is újra adásba került. Illetve a 3. szezon felvételeiből is észlelhetőek apró vágások, tehát vélhetően már onnantól is vágottan került adásba és a 6. szezon egyszeri vágatlan vetítése után jelentette be ezt nyíltan a Viasat.
A Viasat 3 csatornánál ezzel 2007. április 7.-én véget ért a Buffy pályafutása, az 1. szezont nem szerezte meg utólag. Az 1. szezon szinkronja vagy opcionális licensze a TV3 megszűnésével annak idején az RTL-hez került, de egészen idáig az RTL-t nem érdekelte. 2009-ben rövid időn át - az RTL alá tartozva - a Sorozat+ és a Cool vetítette az 1.-2. évadokat. (Angel valamennyi évadával együtt.) Az RTL alá tartozva így hozzáférhetővé vált az 1. évad magyarul és azt az RTL megtolta még a másodikkal, de náluk ennyiben kimerült a pályafutás. Végül 2012. január 20-ától a Viasat 6 adó az 1-3 évad között vetítette újra a sorozatot brit médiafelügyelet alatt vágatlanul és cenzúrázva is, majd a Viasat sem fektetett be rá tovább.